# Hypomma aemonicum
Hypomma aemonicum là một loài nhện trong họ Linyphiidae.
Loài này thuộc chi Hypomma. Hypomma aemonicum được miêu tả năm 2005 bởi Deltshev.